# Alphonse Picart
Alphonse Picart est un homme politique français né le 8 novembre 1829 à Bignicourt-sur-Saulx (Marne) et décédé le 17 mai 1884 à Vitry-le-François (Marne).

## Biographie
Ancien élève de l'école normale supérieure (entré en 1850), agrégé dans l'ordre des sciences en 1856, docteur ès sciences mathématiques en 1863, il est professeur de mathématiques au lycée Charlemagne à Paris de 1854 à 1870 (en classe de mathématiques spéciales de 1868 à 1870), puis chargé de cours à la faculté de Poitiers en 1872-1873.
Il est élu député de la Marne en avril 1873, réélu en avril 1876 et en octobre 1877. Il ne se représente pas en août 1881. Inscrit à la Gauche républicaine. Il est l'un des 363 qui refusent la confiance au gouvernement de Broglie, le 16 mai 1877.

## Sources
- Ressource relative à la vie publique :   - Base Sycomore
- « Alphonse Picart », dans Adolphe Robert et Gaston Cougny, Dictionnaire des parlementaires français, Edgar Bourloton, 1889-1891 [détail de l’édition]
- Roland Brasseur, « Alphonse Picart » (2016), dans Dictionnaire des professeurs de mathématiques spéciales 1852-1914
- Notices d'autorité :   - VIAF
  - ISNI
  - IdRef